# Teruel

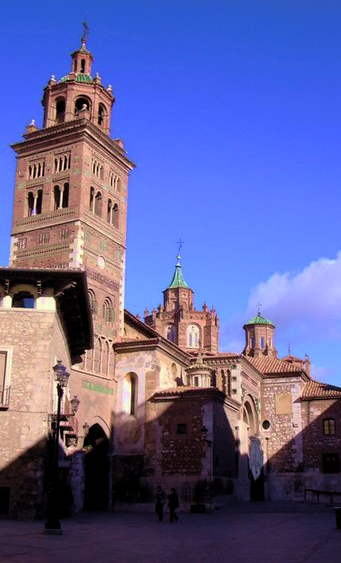
View of the mudéjar Cathedral of Teruel.

Teruel là một đô thị trong tỉnh Teruel, Aragon, Tây Ban Nha. Đây là thủ phủ của tỉnh Teruel. Dân số 34.240 người năm 2006. 